# Podevčevo
Podevčevo är en ort i Kroatien.   Den ligger i länet Varaždin, i den nordöstra delen av landet, 50 km nordost om huvudstaden Zagreb. Podevčevo ligger 199 meter över havet och antalet invånare är 810.
Terrängen runt Podevčevo är platt åt nordost, men åt sydväst är den kuperad. Runt Podevčevo är det ganska glesbefolkat, med 48 invånare per kvadratkilometer. Närmaste större samhälle är Varaždin, 11,0 km norr om Podevčevo. Omgivningarna runt Podevčevo är en mosaik av jordbruksmark och naturlig växtlighet.